# Општина Идрија
Општина Идрија (словен. Idrija) је једна од општина Горишке регије у држави Словенији. Седиште општине је истоимени град Идрија.

## Природне одлике
Рељеф: Општина Идрија налази се на западу државе. У средишњем делу општине налази долина реке Идријце. Западни и источни део општине су планински, Планина Трновски Гозд пружа се на западу, а планина Јаворник на истоку општине.
Клима: У општини влада оштрија, планинска варијанта умерено континенталне климе.
Воде: Најважнији водоток у општини је река Идријца, која овде извире и тече горњим делом тока. Сви остали водотоци су мали и њене притоке.

## Становништво
Општина Идрија је ретко насељена.

## Насеља општине
| - Војско - Годович - Горе - Горења Каномља - Горењи Врсник - Говејк - Доле - Жировница - Задлог - Завратец - Идрија - Идријска Бела | - Идријске Крнице - Идријски Лог - Идршек - Јаворник - Јелични Врх - Кањи Дол - Корита - Ледине - Лединске Крнице - Лединско Разпотје - Ломе - Масоре - Мрзли Лог | - Мрзли Врх - Печник - Поток - Предгриже - Разпотје - Рејцов Грич - Сподња Идрија - Сподња Каномља - Сподњи Врсник - Средња Каномља - Стрмец - Чековник - Чрни Врх |  |